# Brandticka
Brandticka (Pycnoporellus fulgens) är en svampart som först beskrevs av Elias Fries, och fick sitt nu gällande namn av Donk 1971. Enligt Catalogue of Life ingår Brandticka i släktet Pycnoporellus,  och familjen Fomitopsidaceae, men enligt Dyntaxa är tillhörigheten istället släktet Pycnoporellus,  och familjen Polyporaceae. Arten är reproducerande i Sverige. Inga underarter finns listade i Catalogue of Life.

## Bildgalleri

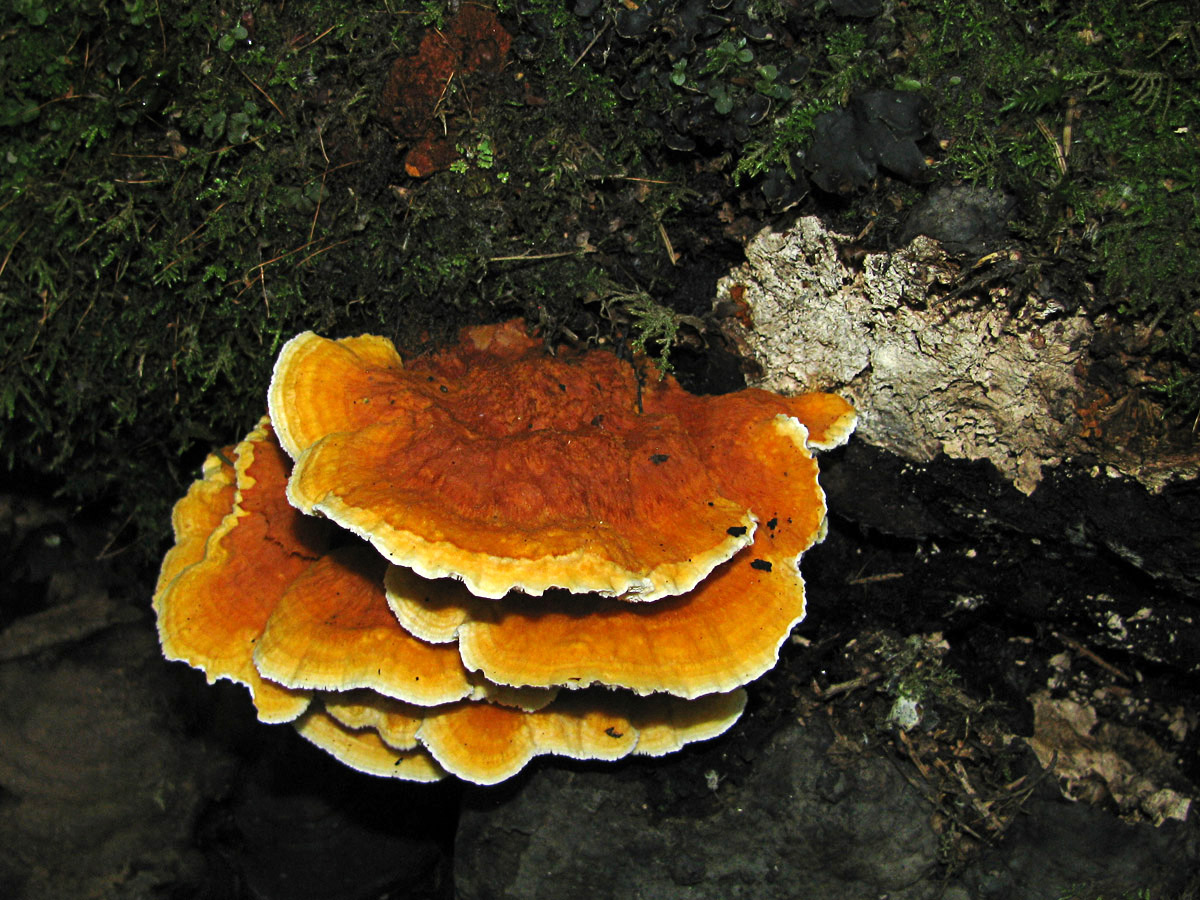
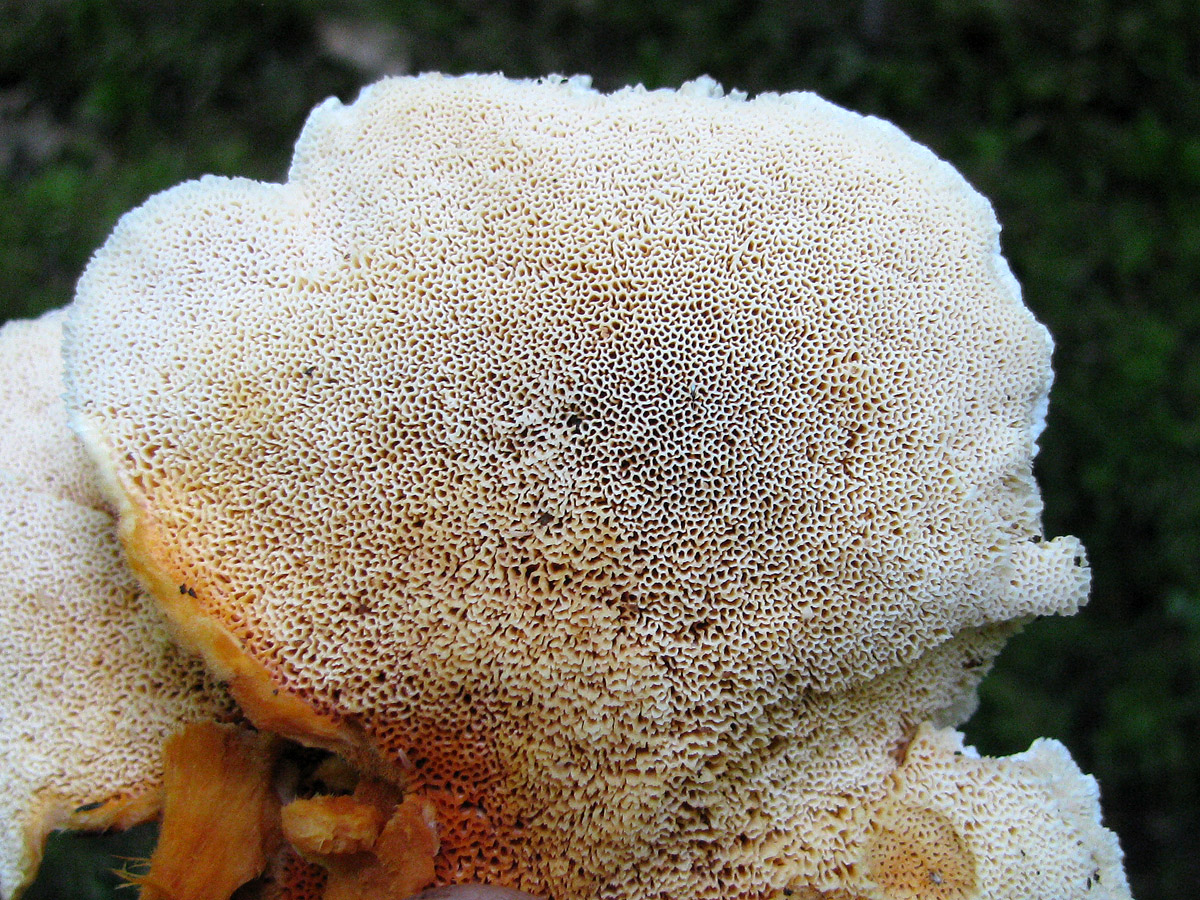
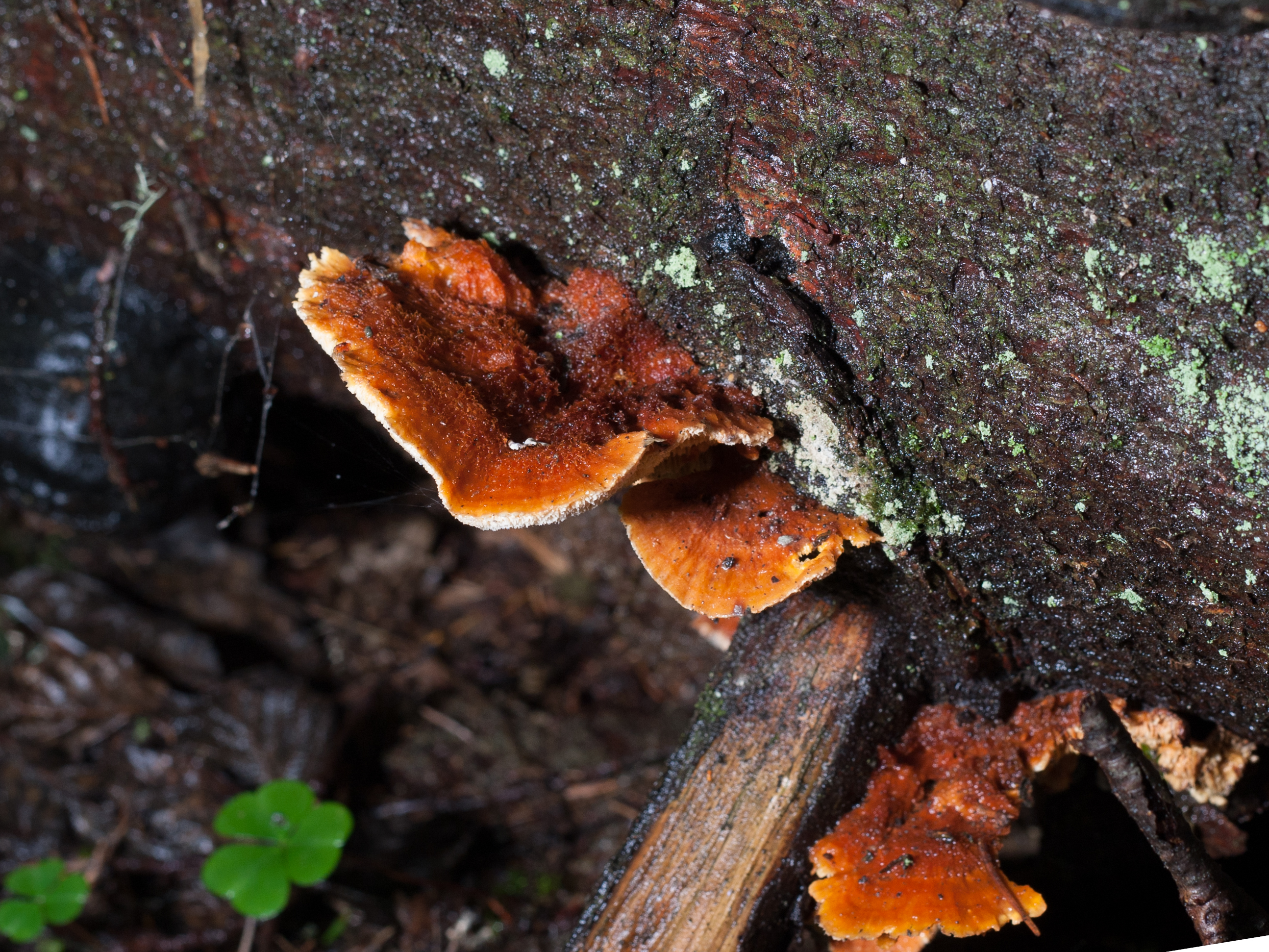
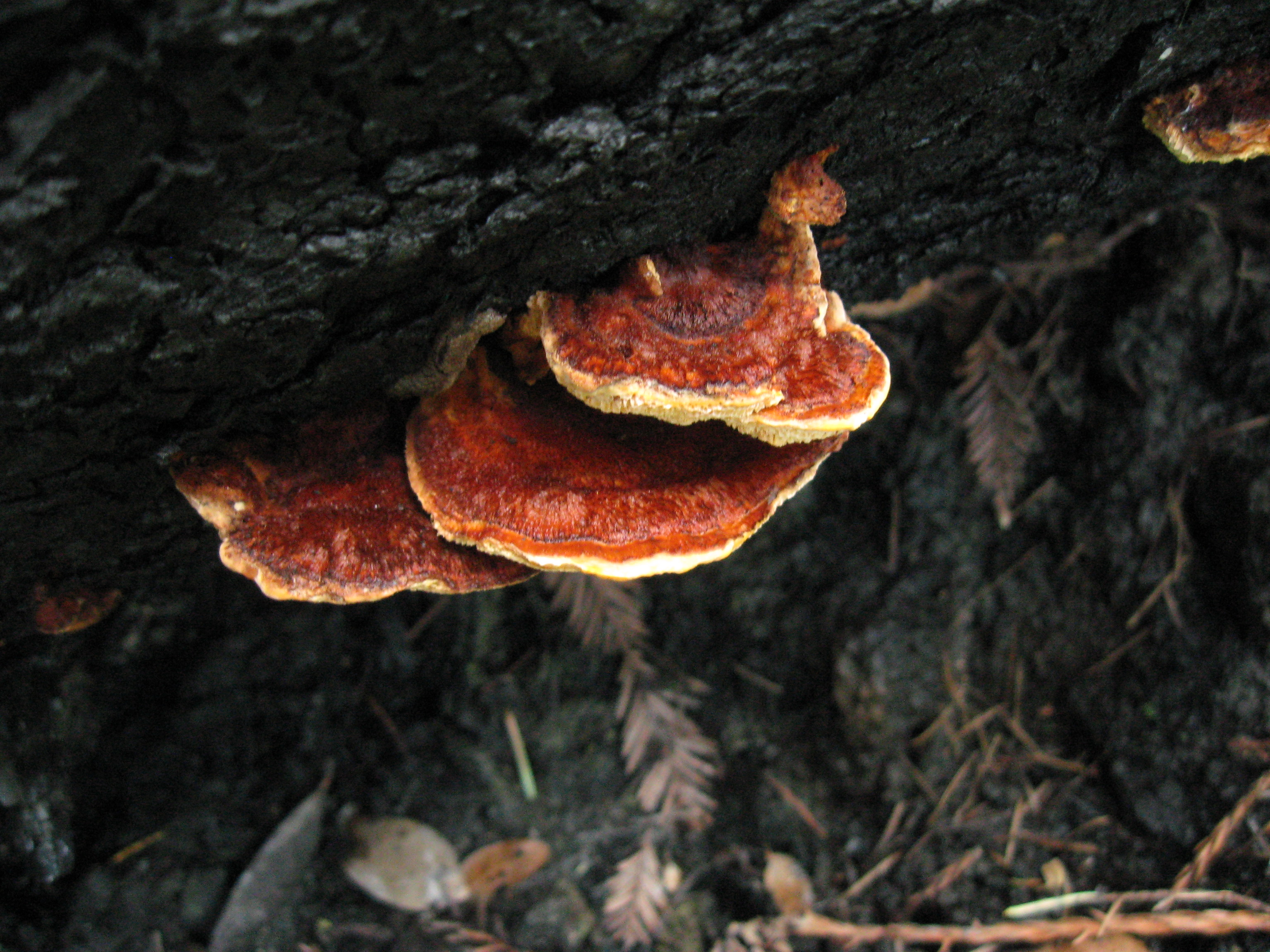
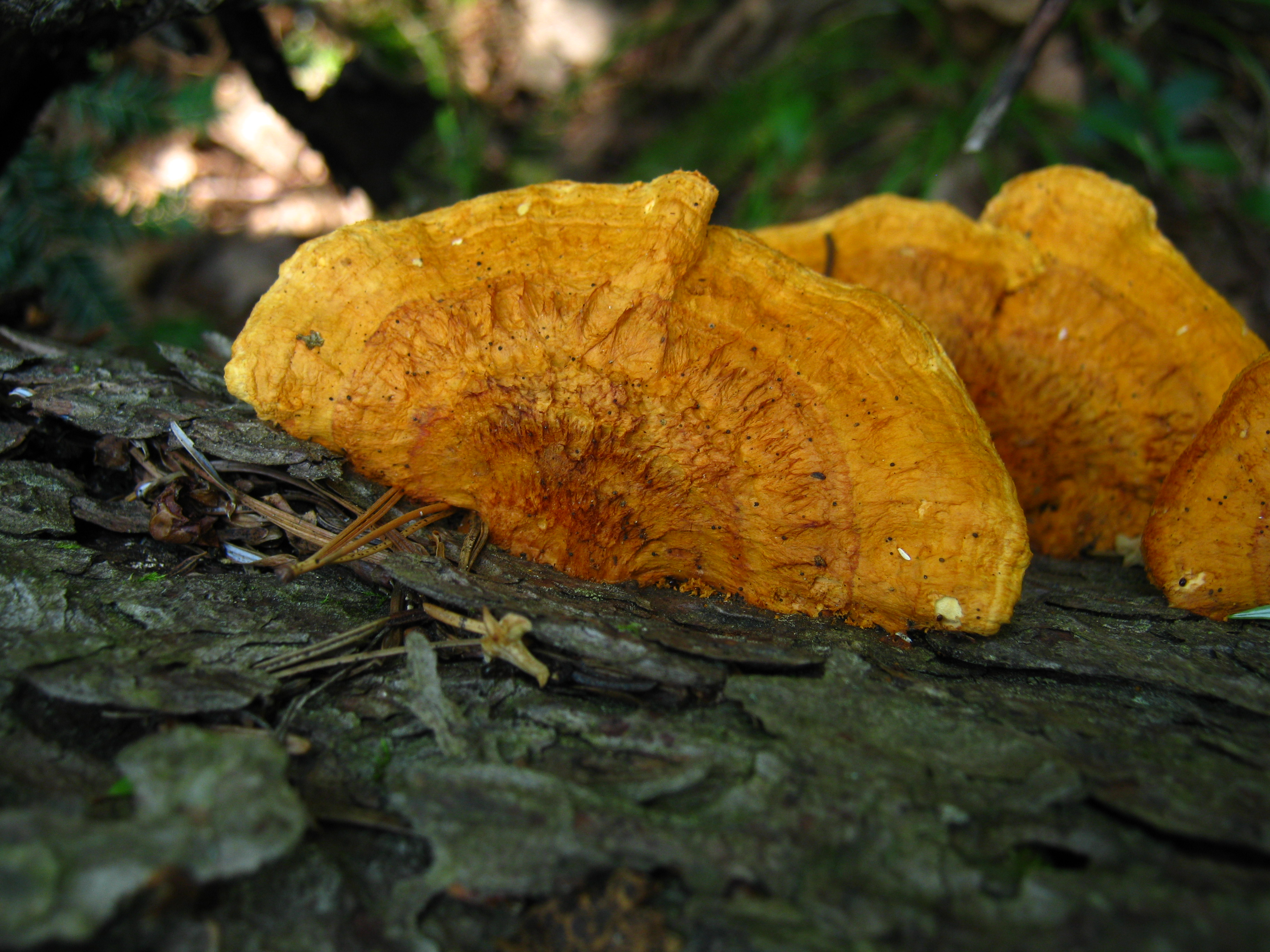
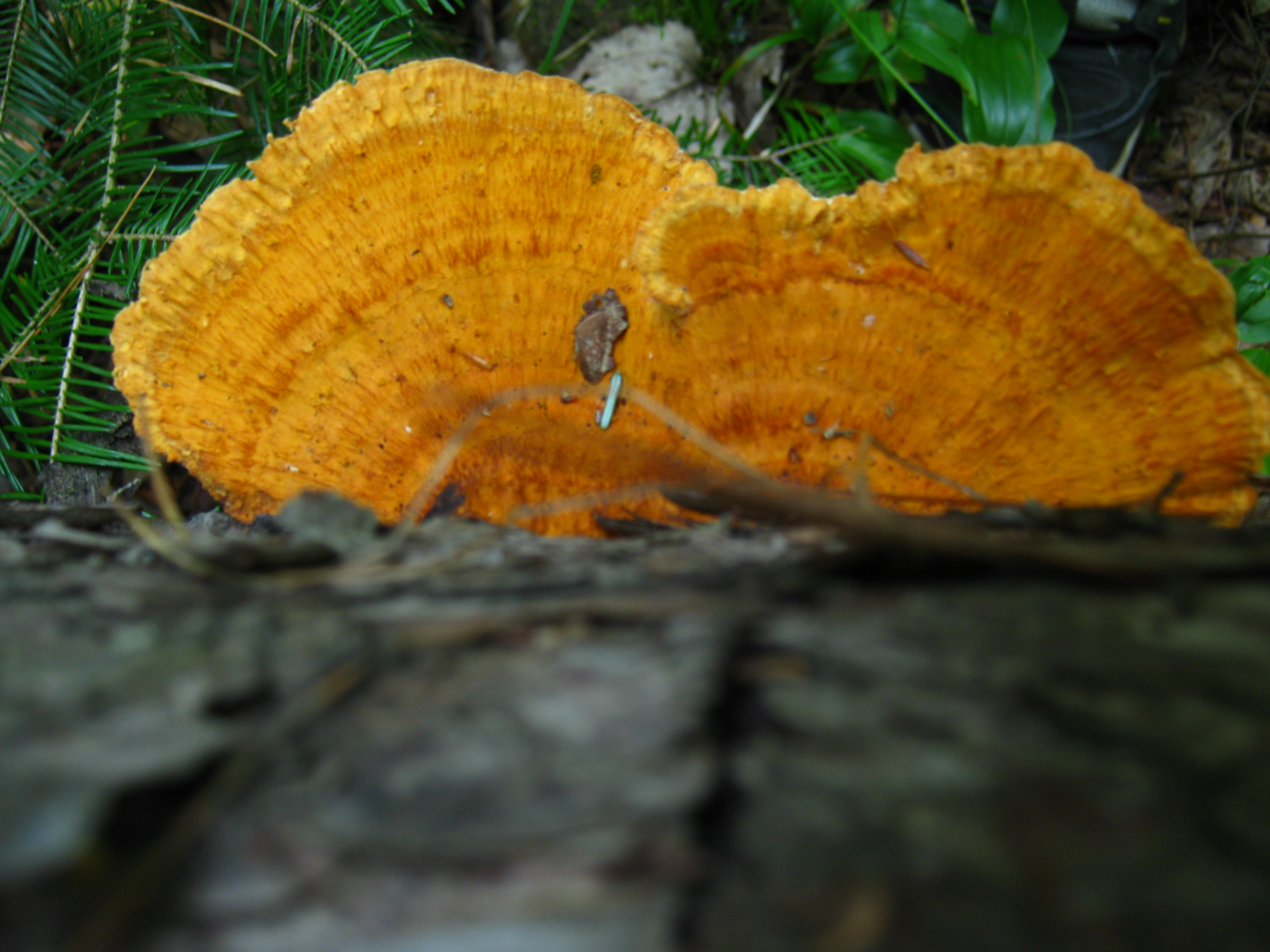
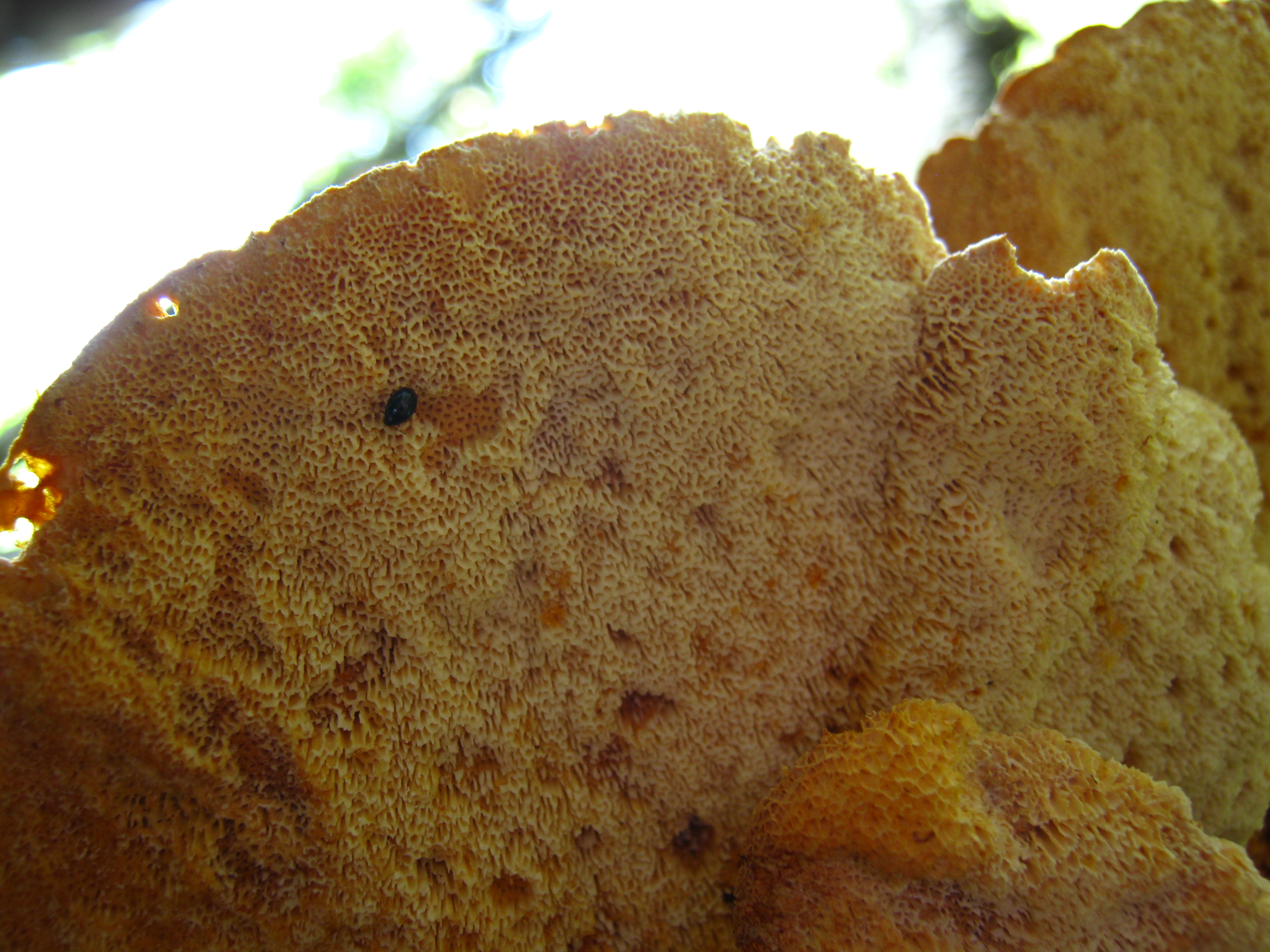
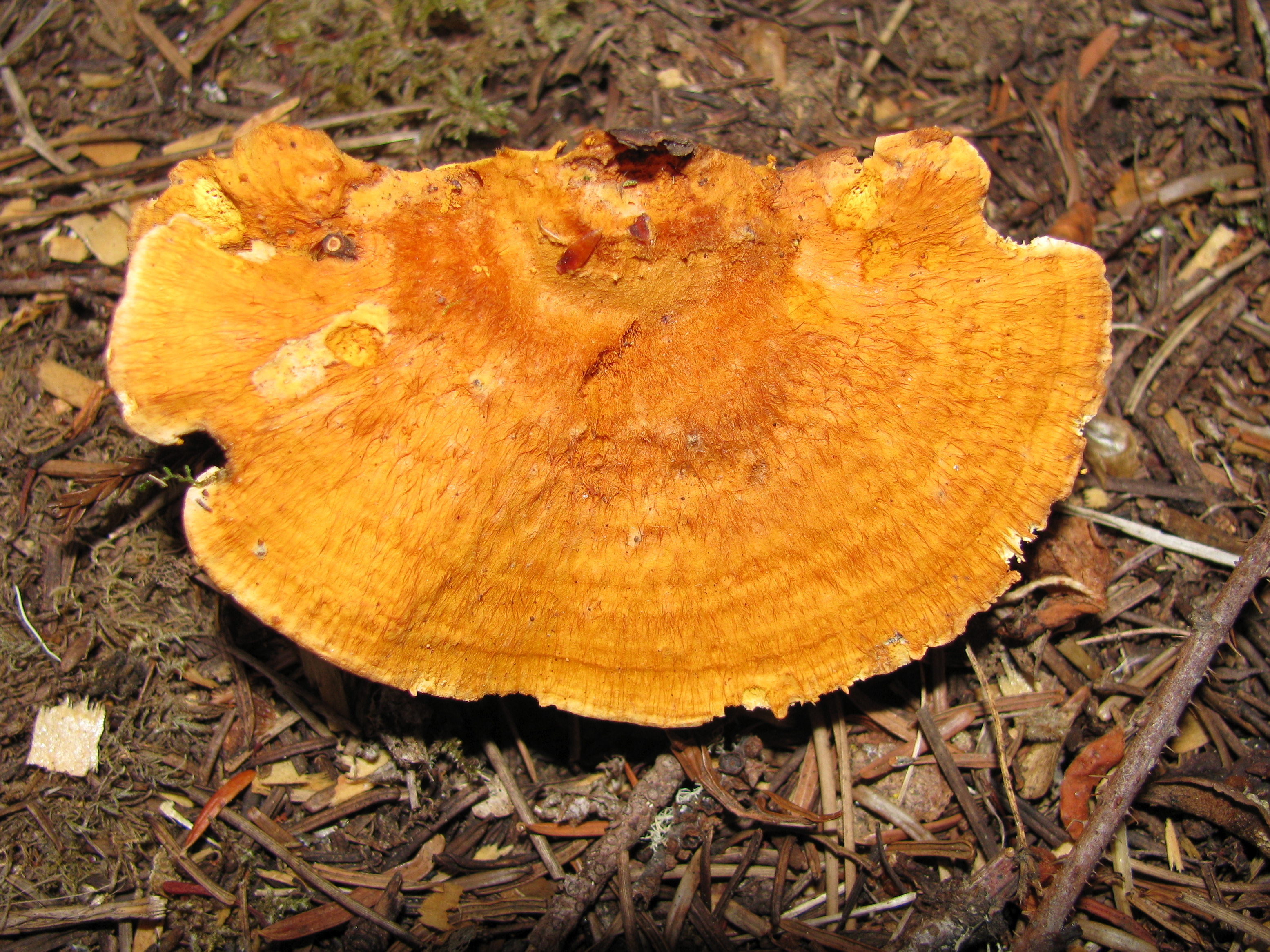
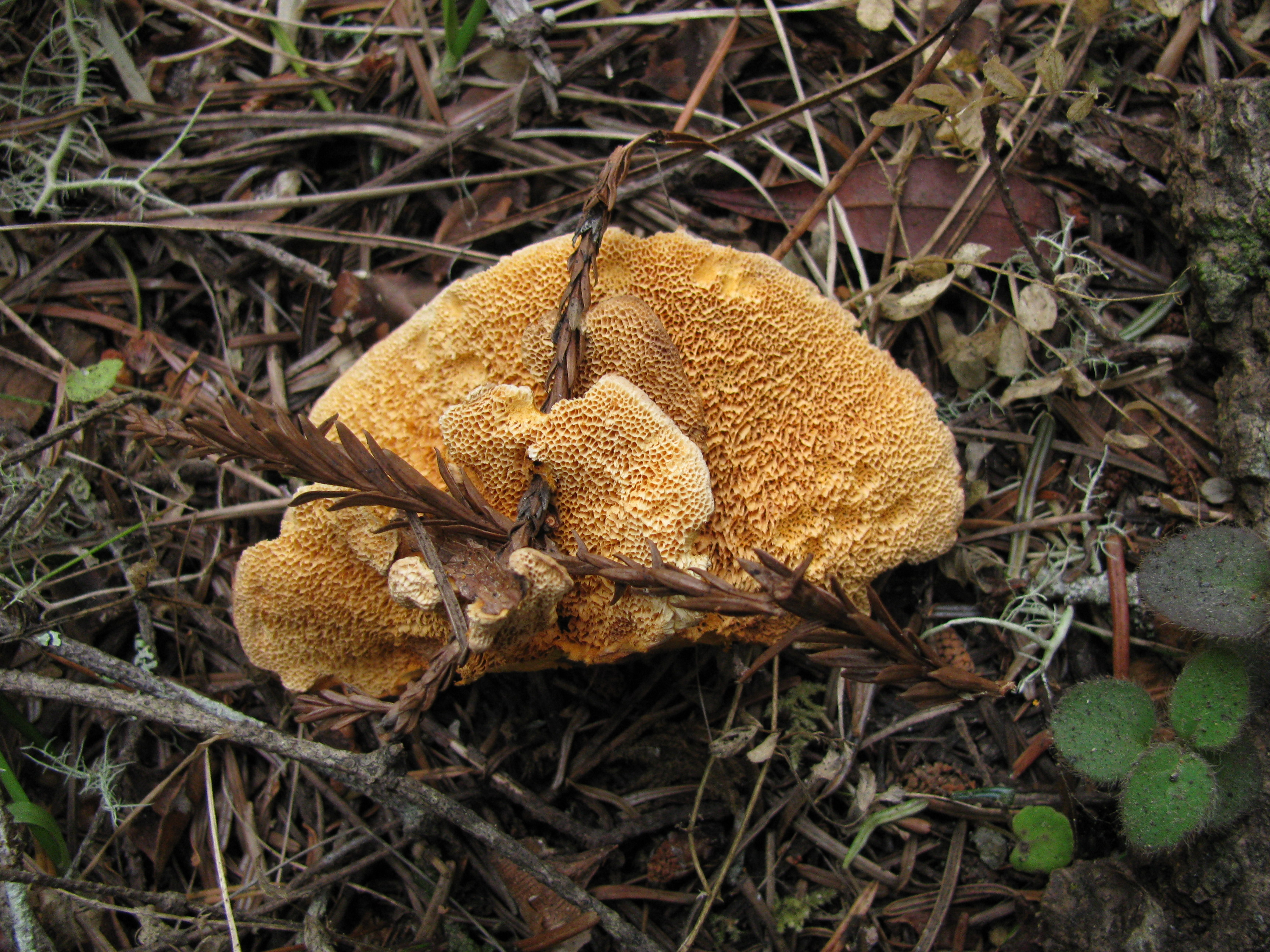
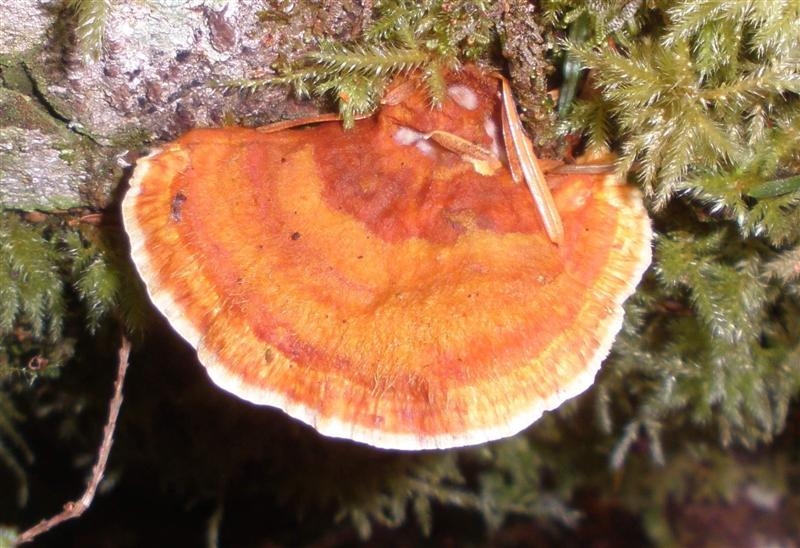
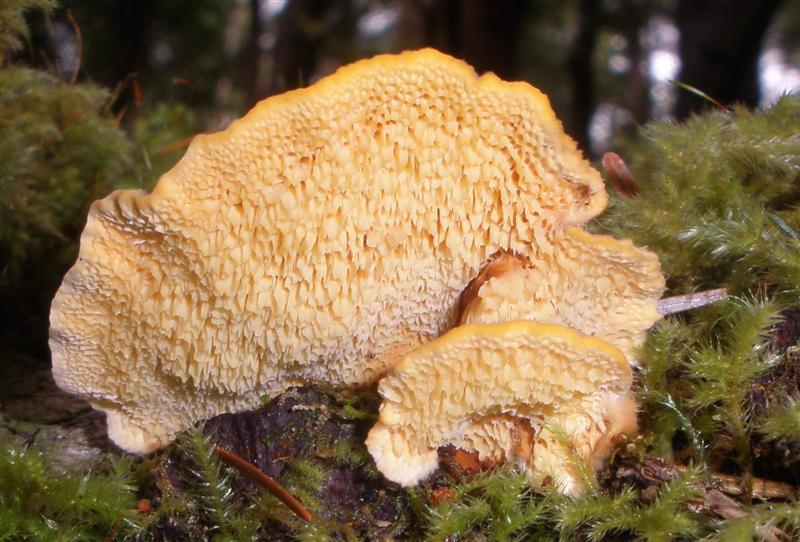
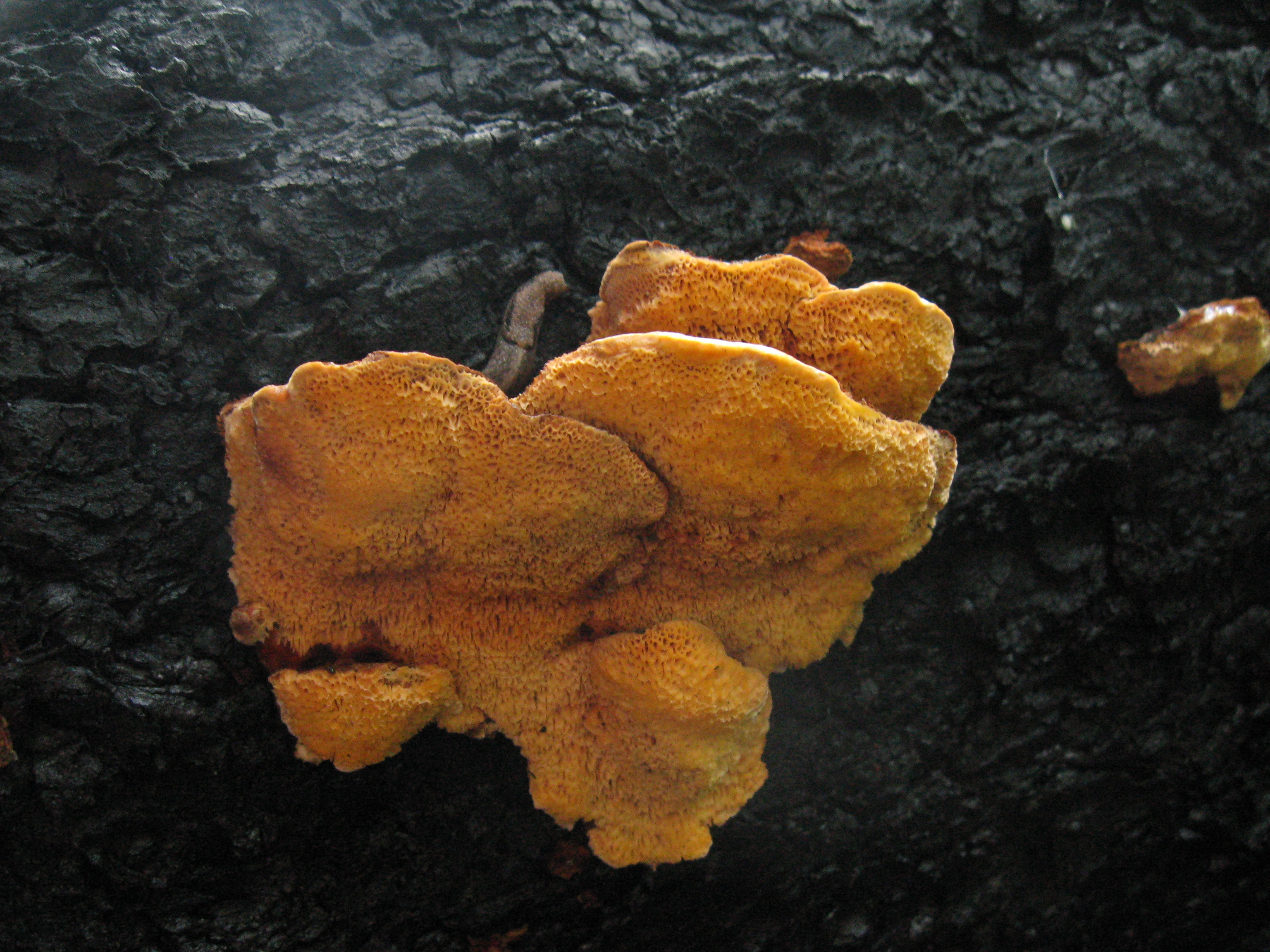
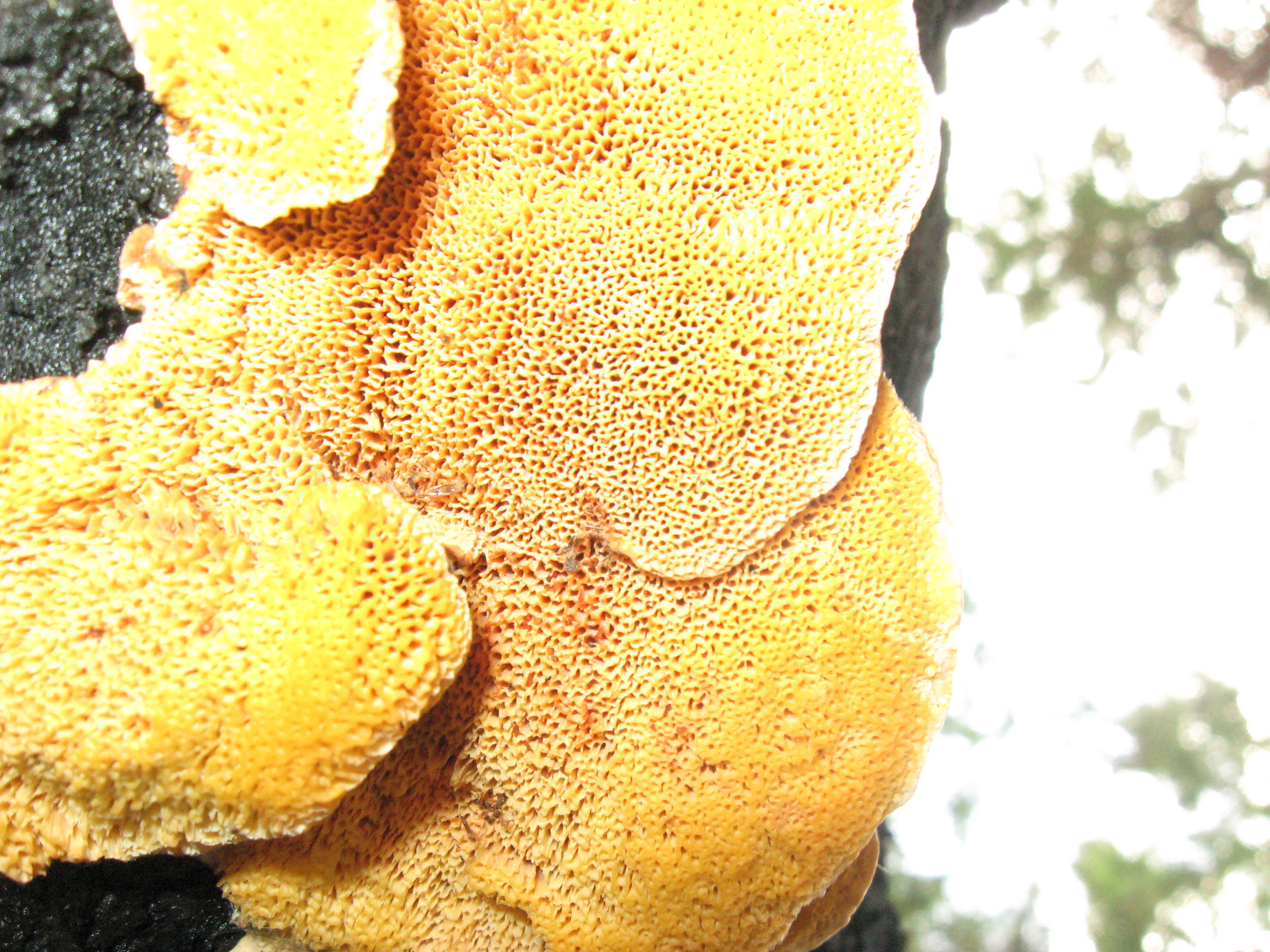
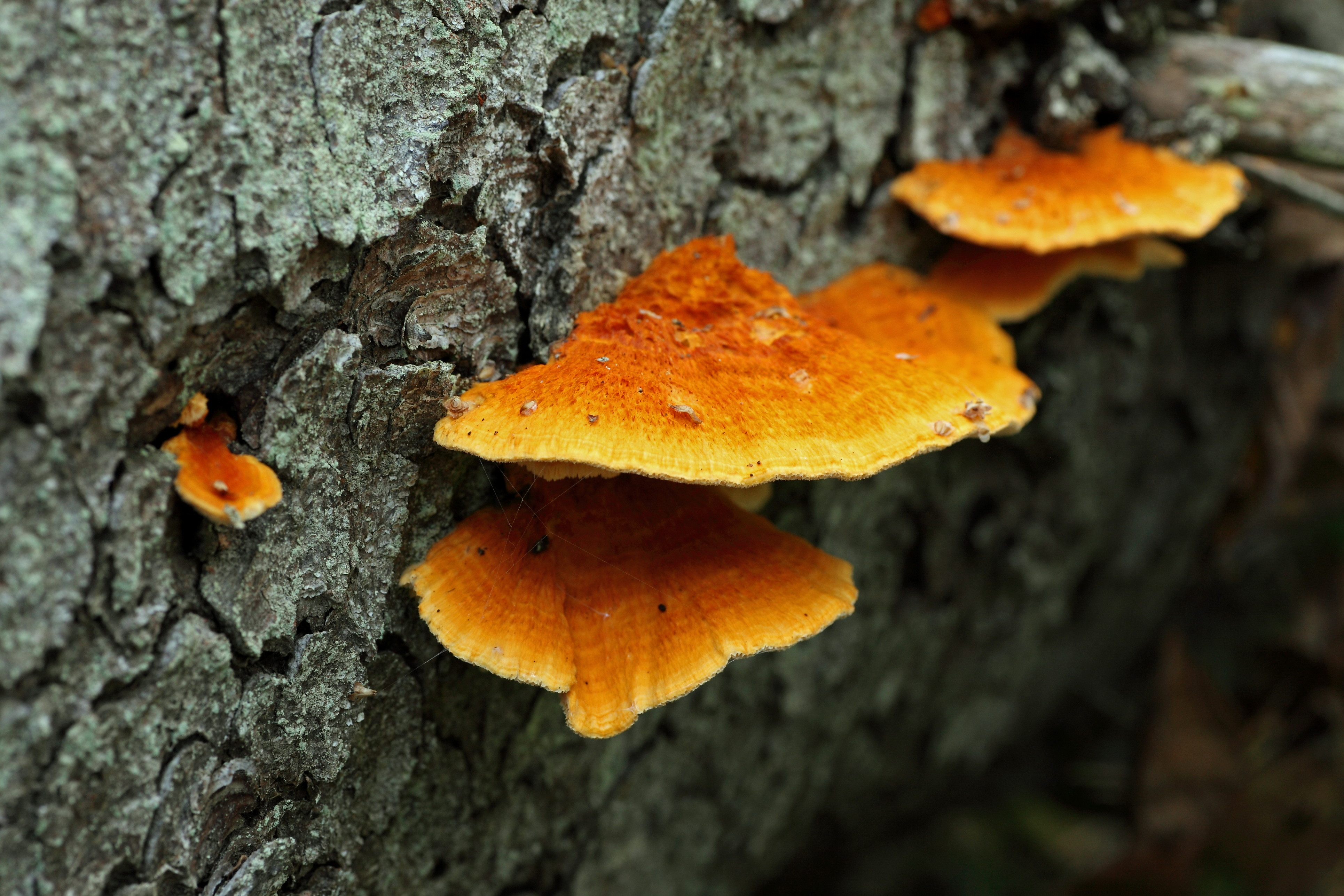